# Речкув-Новий
Речкув-Новий (пол. Reczków Nowy) — село в Польщі, у гміні Александрув Пйотрковського повіту Лодзинського воєводства.
Населення — 159 осіб (2011).
У 1975-1998 роках село належало до Пйотрковського воєводства.

## Демографія
Демографічна структура станом на 31 березня 2011 року:
|          | Загалом | Допрацездатний вік | Працездатний вік | Постпрацездатний вік |
| -------- | ------- | ------------------ | ---------------- | -------------------- |
| Чоловіки | 72      | 20                 | 40               | 12                   |
| Жінки    | 87      | 14                 | 40               | 33                   |
| Разом    | 159     | 34                 | 80               | 45                   |